# Diospyros montana
Diospyros montana är en tvåhjärtbladig växtart som beskrevs av William Roxburgh. Diospyros montana ingår i släktet Diospyros och familjen Ebenaceae. Inga underarter finns listade i Catalogue of Life.

## Bildgalleri

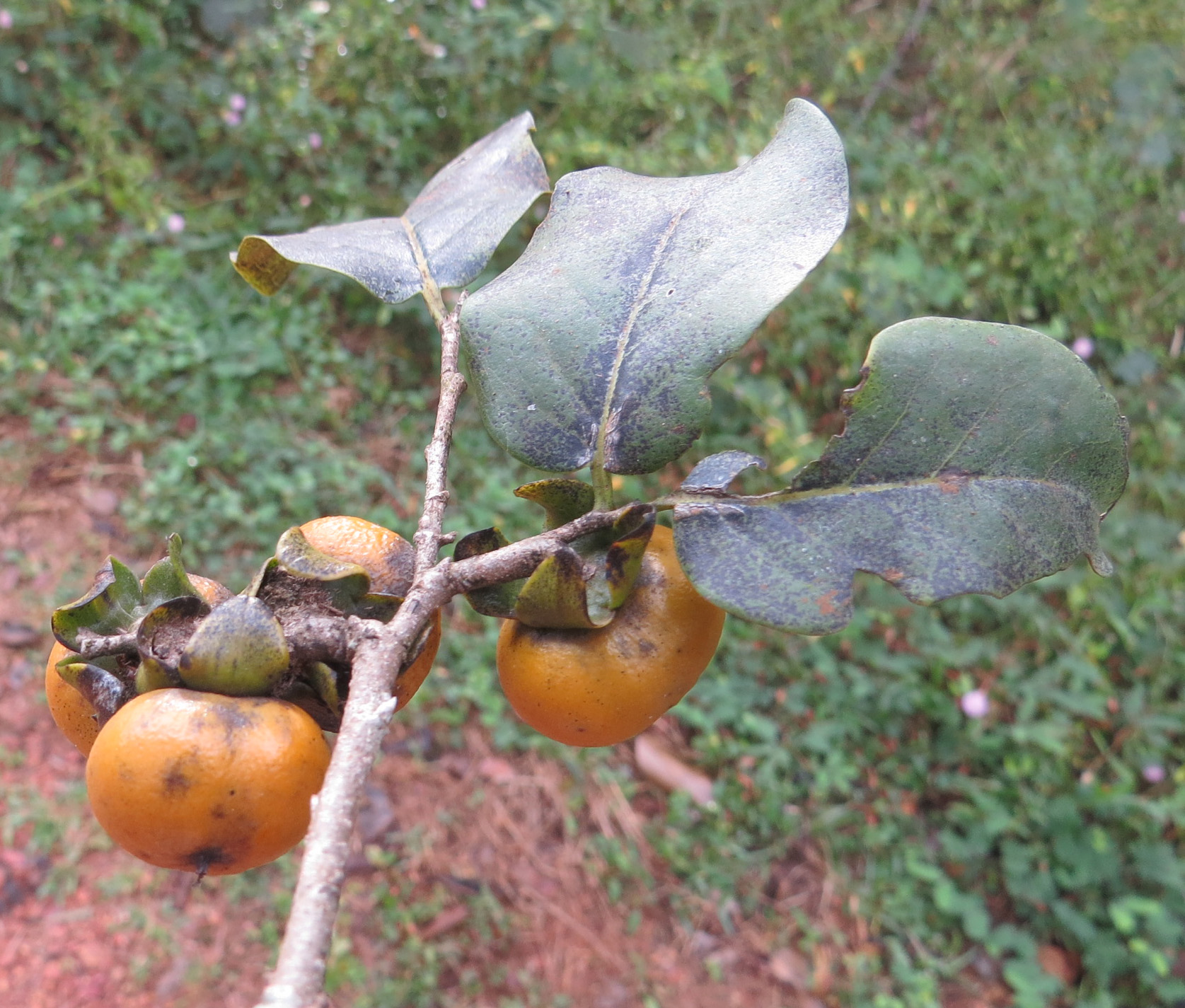
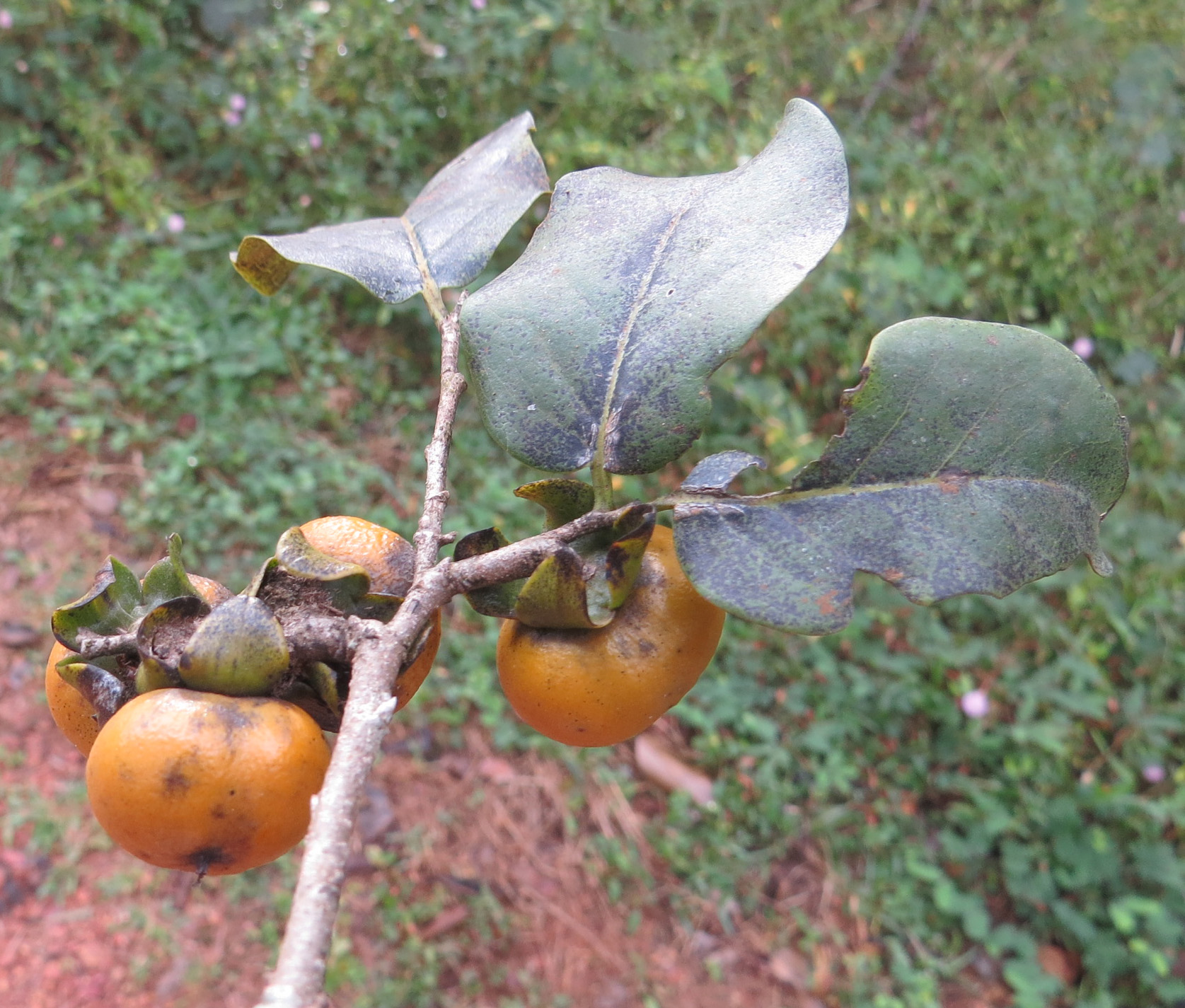